# アドミラル・ヒッパー (重巡洋艦)
アドミラル・ヒッパー（Admiral Hipper）は、ドイツ国防軍海軍のアドミラル・ヒッパー級重巡洋艦の一番艦。艦名の由来はドイツ帝国海軍のフランツ・フォン・ヒッパー提督。
なお、ドイツ語の発音に従えばアトミラール・ヒッパーと表記されるが、日本では英語読みのアドミラルで呼ばれるのが一般的である。

## 艦歴
ハンブルクのブローム・ウント・フォス造船所で1935年7月6日起工。1937年2月6日に進水。1939年4月29日に就役した。

### ノルウェー戦
アドミラル・ヒッパーはノルウェー侵攻に参加。1940年4月8日トロンハイムの北西でイギリスの旧式のG級駆逐艦グローウォームと交戦した（トロンヘイム沖海戦）。グローウォームは撃沈されたが、沈む前にアドミラル・ヒッパーに体当たりをして損傷させた。4月9日、トロンハイム港に入り兵員を上陸させトロンハイムを占領した。
損傷を修理後、6月にはシャルンホルスト、グナイゼナウなどと共にユーノー作戦に参加した。
6月26日、アドミラル・ヒッパーの搭載機が潜水艦を攻撃し、撃沈したと報告した。その潜水艦はイギリスのトライトンであり、実際には損害も無く沈んではいない。
次はフィンランドからイギリスへニッケルを運ぶ船をターゲットとして6月27日にトロンハイムから出撃した。アドミラル・ヒッパーは北へ向かい、スヴァールバル諸島付近までも行ったが商船は見つからず、Brandoからニューヨークへ向かっていたEster Thordenを拿捕したのみであった。成果が無いことや、ドック入りの必要があることから作戦は打ち切られ、8月11日にヴィルヘルムスハーフェンに戻った。

### 大西洋での通商破壊
ノルウェーから戻った「アドミラル・ヒッパー」は大西洋での通商破壊戦に投入されることとなり、9月24日にキール（またはヴィルヘルムスハーフェン）より出撃。しかし、25日、まだスカゲラク海峡も抜けていない段階（またはスタヴァンゲル沖）で右舷主冷却ポンプが故障。クリスチャンサンで修理が行われた。クリスチャンサン滞在中に右舷のタービンで原因不明の異常振動が見られ、出航後の27日にそれが原因で今度は潤滑油供給管が破損する事態が発生。漏れた油は発火し、またタービン動作中に注油ができなくなると深刻な損傷が発生するため推進器を一つ使用停止にせざるを得なかった。これにより作戦は中止となり、「アドミラル・ヒッパー」はKorsfjordを経て9月30日にキールに戻った。
10月2日、ハンブルクのブローム・ウント・フォス社で入渠。10月28日に修理は完了し、試験や訓練のためバルト海へ移動した。11月18日、キール着。

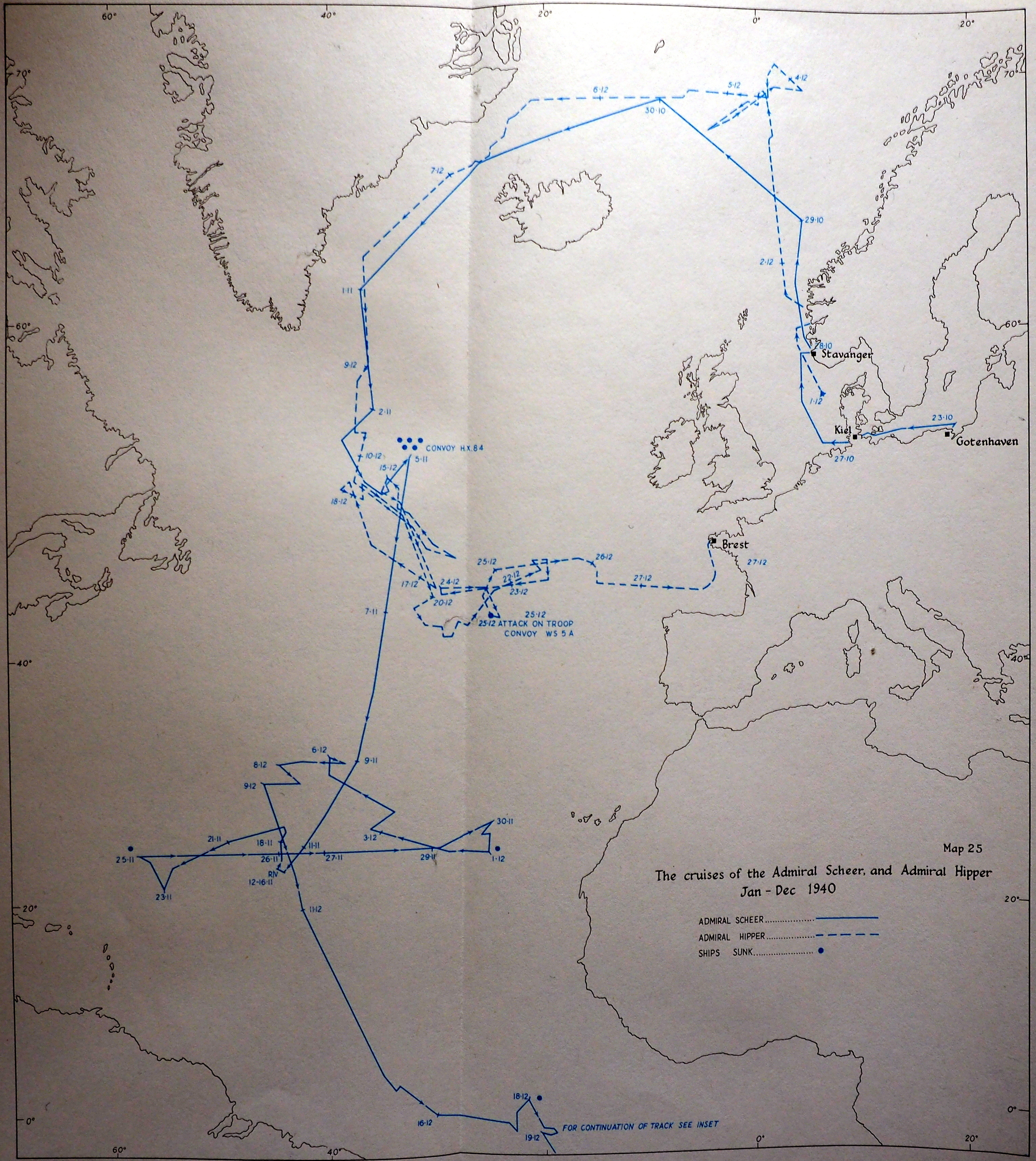
1940年12月の「アドミラル・ヒッパー」と同年10月から12月の「アドミラル・シェーア」の動き。破線が「アドミラル・ヒッパー」

1940年11月28日、ブルンスビュッテル着。30日、大西洋での作戦（ノルトゼートゥーア作戦）に出撃した。Hjeltfjord（またはベルゲン付近のELte Fjord）でタンカー「Wollin」から給油を受けると、そこからは護衛の水雷艇と別れ、12月2日には北極圏に入った。タンカー「Adria」から給油を受けた後、「アドミラル・ヒッパー」はしばらく待機させられた。作戦の支援にあたる予定であった給油艦「Dithmarschen」がエンジントラブルで引き返しており、フランスから出港するタンカー「Friedrich Breme」と「Thorn」が配置につくのを待つためであった。12月6日夜、「アドミラル・ヒッパー」はデンマーク海峡を通過した。
まずは艦長のマイゼルはHX93船団を狙ったが、燃料不足となり12月12日夜に「Friedrich Breme」と合流して給油を受けた。また、右舷側の低圧タービンで損傷が発生し出せる速度が25ノットになったが、これはアルフレート・ゲルドナー機関大尉のチームによって修理された。給油後、次はHX94船団を目標としたが、今度は天候が悪化し被害も生じた。再び「Friedrich Breme」から給油を受けると、HX94船団とSC15船団を狙ったが、発見できなかった。12月20日に再度給油を受けると、マイゼルは獲物をSL船団に切り替えた。SL58船団とSLS58船団を探したが発見できず、12月22日には今度は中央のエンジンで問題が発生した。12月23日、「Friedrich Breme」から給油。
12月24日20時45分（16時48分）、フィニステレ岬の西約700浬で「アドミラル・ヒッパー」のレーダーが船団らしきものを捉えた。それは兵員輸送船団WS5Aであった。WS5A船団は、約40000人を乗せた20隻の輸送船と重巡洋艦「ベリック」、軽巡洋艦「ボナヴェンチャー」、「ダニーディン」、駆逐艦6隻および航空機輸送中の空母「フューリアス」からなっていた。しかし、マイゼルは船団の護衛は弱いと判断していた。マイゼルは夜明けを待って攻撃することとした。25日1時53分、「アドミラル・ヒッパー」は潜水艦の仕業と判断されることを期待して船団に対して魚雷3本を発射したが、外れた。
12月25日6時8分、船団に接近した「アドミラル・ヒッパー」の見張りは重巡洋艦の姿を捉えた。マイゼルはまず雷撃をしようとしたが遅れが生じ、6時39分に「アドミラル・ヒッパー」が砲撃を開始するとその影響で発射管に不具合が発生して雷撃は出来ずに終わった。「アドミラル・ヒッパー」から2分遅れて「ベリック」も砲撃を開始。一方、「アドミラル・ヒッパー」は船団の船も砲撃し、「Empire Trooper」（13994トン）と「Arabistan」（5874トン）を損傷させた。マイゼルはイギリス軽巡洋艦を駆逐艦と誤認し、雷撃を警戒。また、マイゼルは同等の敵との交戦を避けるよう命じられており、視界不良の状況を利用して戦場離脱を図った。
6時51分に再び「アドミラル・ヒッパー」から「ベリック」が視認され、砲戦が再開された。7時5分、「ベリック」のX砲塔に8インチ砲弾が命中し、同砲塔は使用不能となった。その後、「アドミラル・ヒッパー」は「ベリック」にさらに3発の命中弾を与えた。7時14分に戦闘は終了した。この戦闘では「アドミラル・ヒッパー」は損害を受けなかった。
この後マイゼルはフランスへ向かうことを決めた。12月25日10時ごろ貨物船「ジュムナ (Jumna)」（6,078トン）を発見し、撃沈。燃料欠乏および敵の存在から救助活動はなされず、「ジュムナ」には111名が乗っていたが生存者はいなかった。12月27日、「アドミラル・ヒッパー」はブレストについた。

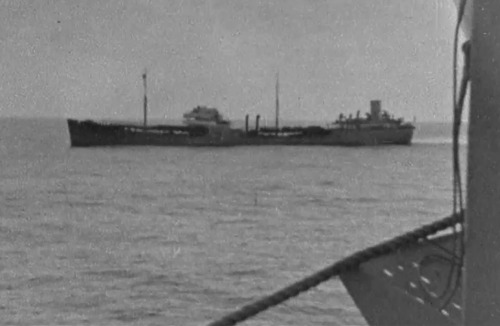
洋上で会同するドイツのタンカー「シュピヘルン」

1941年1月27日まで修理が行われ、2月1日に「アドミラル・ヒッパー」は再び大西洋へ出撃。船団攻撃の許可が下りるまでアゾレス諸島付近でタンカー「シュピヘルン」と共に待機した。許可は9日2320分に届いた。「アドミラル・ヒッパー」は潜水艦「U37」が追跡していたHG53船団に向かった。この船団は航空攻撃を受け、「U37」は残った船を始末するよう命じられたが、「U37」は船団との接触を失った。2月11日、「アドミラル・ヒッパー」はHG53船団から落伍したイギリス貨物船「Iceland」（1236トン）を発見し、沈めた。同日、マイゼルはHG53船団の発見と攻撃を命じられた。23時30分、「アドミラル・ヒッパー」のレーダーに反応があった。「アドミラル・ヒッパー」が捕らえたのはSLS64船団で、19隻の船で構成され護衛はなかった。2月12日朝、「アドミラル・ヒッパー」は船団に接近し、マイゼルは6時18分に主砲の発砲許可を、次いで雷撃の許可を出した。戦闘は7時40分に打ち切られた。SLS64船団に対する攻撃で「アドミラル・ヒッパー」はイギリス船「Warlaby」（4876トン）、「Westbury」（4712トン）、「Oswestry Grange」（4684トン）、「Shrewsbury」（4542トン）、「Derrynane」（4896トン）、ギリシャ船「Perseus」（5172トン）、ノルウェー船「Borgestad」（3924トン）を沈め、「Lornaston」と「Kalliopi」（および「Volturno」）を損傷させた。2月14日（15日）、ブレストに帰投。
「アドミラル・ヒッパー」は修理と機関の調査のためドイツ本国に戻る必要があり、3月15日に出航。3月23日にデンマーク海峡を通過し、ベルゲンで給油をして3月28日にキールに到着。キールのドイチェヴェルケで大規模な改修が実施された。

### 北方での活動
ノルウェー派遣となった「アドミラル・ヒッパー」は1942年3月18日にキールより出航。駆逐艦「Z24」、「Z26」、「Z30」などの護衛でトロンハイムへ向かい、3月21日に到着した。
7月2日に「アドミラル・ヒッパー」は戦艦「ティルピッツ」などとともにトロンハイムを出航し、アルタフィヨルドに進出。5日、「ティルピッツ」、「アドミラル・ヒッパー」、「アドミラル・シェーア」などからなる艦隊がPQ17船団攻撃のため出撃した（レッセルシュプルング作戦）。しかし、ドイツ艦隊は敵に発見され、またアルタフィヨルドのドイツ艦隊の存在を知ったイギリス側は4日に船団の分散を命じていた。船団の分散で戦果を挙げづらくなったことや敵に発見されていることから作戦は中止となり、ドイツ艦隊は反転、帰投した。
9月5日、「アドミラル・ヒッパー」は「アドミラル・シェーア」、軽巡洋艦「ケルン」などとともにBogen湾より出航。アルタフィヨルドへ進出した。この際、この部隊はイギリス潜水艦「タイグリス」の攻撃を受けたが、被害はなかった。この移動はPQ18船団攻撃のためであったが、ヒトラーの命令によりそれは中止となった。
9月24日、「アドミラル・ヒッパー」は駆逐艦「Z23」、「Z28」、「Z29」、「Z30」に護衛されノヴァヤゼムリャ沖への機雷敷設に向かった（Zarin作戦）。26日、「アドミラル・ヒッパー」はノヴァヤゼムリャ南西端沖に96個の機雷を敷設した。この機雷原による戦果は不明である。
10月1日、「アドミラル・ヒッパー」はエンジン修理のためBogen湾に移動。10月25日にカーフィヨルドに戻り、11月5日に駆逐艦「リヒャルト・バイツェン」、「フリードリヒ・エッコルト」、「Z27」、「Z30」とともに敵独航船を目標として出撃（Hoffnung作戦）。11月9日に帰投するまでに「Z27」がソ連のタンカーと駆潜艇を沈めた。
12月JW-51B船団攻撃（虹作戦）に出撃、31日戦闘により損傷した。ヴィルヘルムスハーフェンに戻り、そこで解役されゴーテンハーフェンに移動。

### 戦争末期

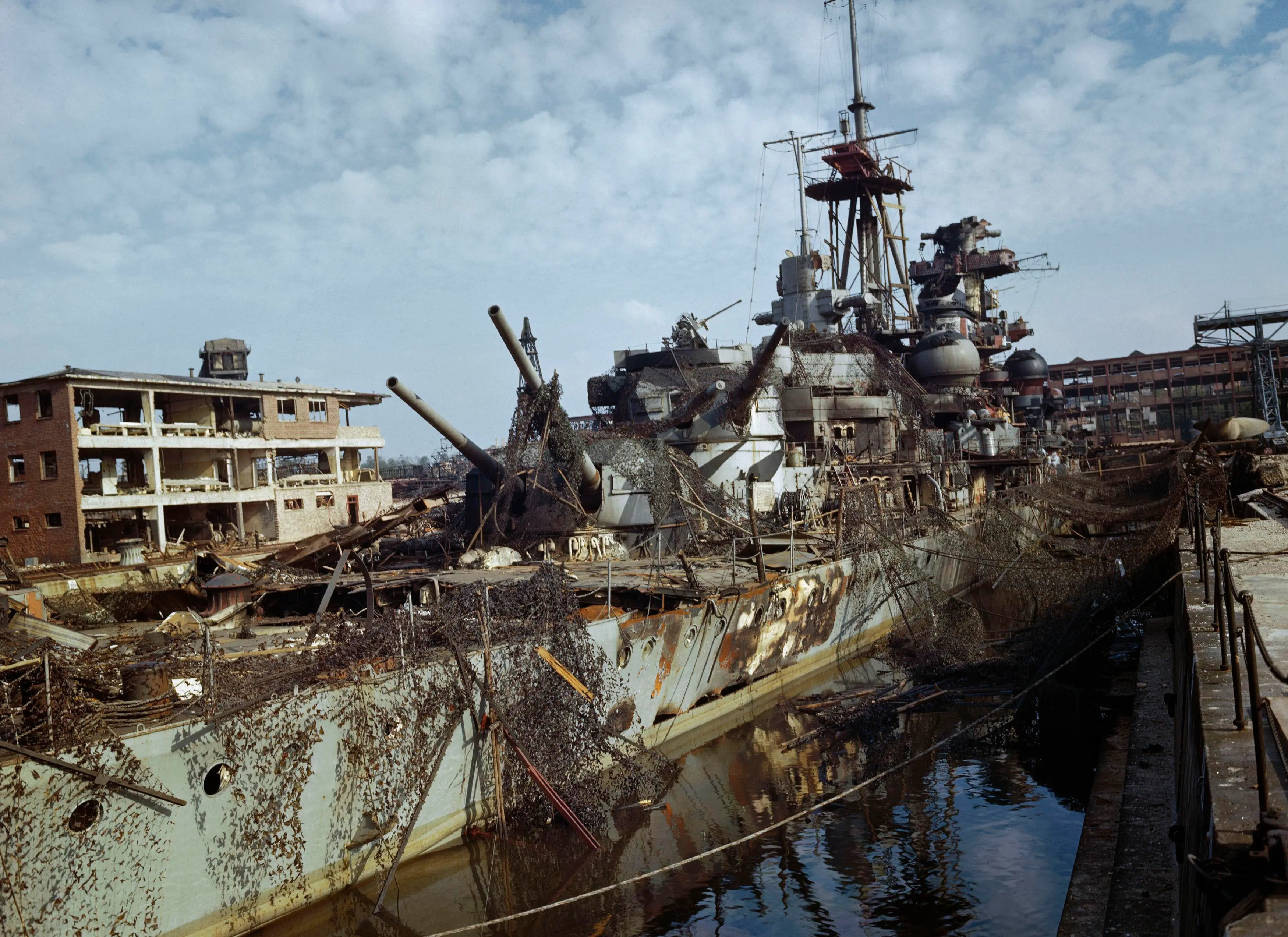
1945年にキールの乾ドックで撮られたアドミラル・ヒッパー

大戦末期に役務に復帰し、東部戦線のバルト海沿岸地域でソ連地上軍への砲撃を実施。1945年1月以降は東部地域からの避難民救出作戦（ハンニバル作戦）が開始され、陸上砲撃任務に加えて避難民の輸送にも従事した。
4月上旬に2度にわたって空襲を受けて損傷。キールのドックに入渠中の5月3日に空襲により損傷、着底した。1948年に引き上げられ、1952年に解体が完了した。